# Potano

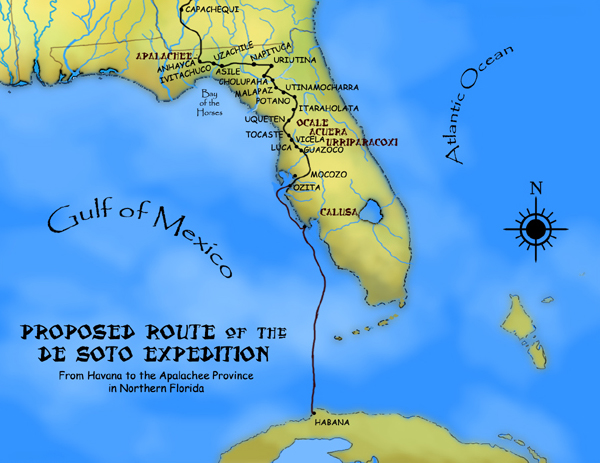
Una ruta proposada per la primera expedició de De Soto, basada en el mapa de Charles M. Hudson de 1997

Els Potano (també Potanou o Potavou) era una tribu que vivia al centre-nord de Florida en el moment del primer contacte amb els europeus. El seu territori incloïa el que avui és comtat d'Alachua, la meitat nord de comtat de Marion i la part occidental de comtat de Putnam. Aquest territori correspon al de la cultura Alachua, que va durar des del 700 fins al 1700. Els potano eren una de les moltes tribus timucua, i parlava un dialecte de la llengua timucua.

## Primer contacte europeu

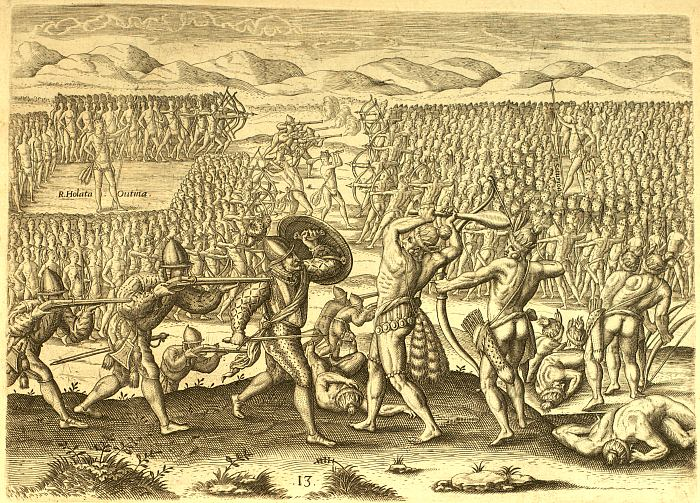
Els potano foren derrotats pel cap Utina amb l'ajuda de soldats francesos. Aquesta imatge suposadament basada en un original de Jacques le Moyne és poc probable que representar la guerra dels nadius americans amb precisió

L'expedició de Pánfilo de Narváez va passar a l'oest del territori potano en 1528. Si bé no va contactar directament amb els Potano, la incursió espanyola va estendre noves malalties infeccioses i incità a la guerra pel control de la zona. En 1539 Hernando de Soto va conduir un exèrcit a través de territori potano. Hi havia 700 persones o més en l'exèrcit de De Soto. Van obligar els indígenes a entregar-los els aliments emmagatzemats. Quan l'exèrcit de De Soto va arribar a territori Potano tenia la intenció de passar l'hivern al domini apalachee, i l'exèrcit el travessà ràpidament. L'exèrcit va passar a través de les ciutats Potano que els espanyols anomenaren Itaraholata (o Ytara) (probablement a l'oest del Comtat de Marion), Potano (Lloc Blanc Ranch prop de l'actual Evinston al nord del Comtat de Marion) Utinamochana (o Utinama o Untinamocharro) (a l'oest de l'actual Gainesville, prop de Llac de la Lluna), Mala-pau (prop de l'actual ciutat d'Alachua) i Cholupa (en els Robinson Sinks prop del riu Santa Fe al nord-oest del comtat d'Alachua).
El campament espanyol a Potano (el White Ranch Site) ha estat excavat pels arqueòlegs. És només el segon lloc a la Florida associat amb l'expedició de De Soto (després d'Anhaica, a Tallahassee) que s'ha descobert a partir de 2012.
En el temps que els francesos van establir Fort Caroline, els potano estaven en guerra amb els Utina, un cacicat regida pel cacic Utina o Outina. El francesos va donar suport als Utina i els van ajudar a derrotar els potano. Després que Espanya va expulsar França de la Florida també va donar suport als Utina. En 1584 els potano van matar un capità espanyol que dirigia una invasió a territori potano. Per castigar-los, una segona expedició espanyola va atacar i va matar molts potano i va dirigir la resta de les seves ciutats. Després d'aquest atac, la ciutat potano es va traslladar al lloc de Fox Pond, prop de la Devil's Millhopper al nord-oest de Gainesville.
En la dècada de 1580 van arribar a Potano missioners franciscans espanyols, el primer amb visites d'un missioner itinerant. Es va establir una visita (una missió sense un missioner resident) nomenada Apula a la ciutat Potano, però va ser destruïda en l'atac espanyol de 1584 o 1585. Es crearen un parell de visites en territori Potano en la dècada de 1590. En 1606 els missioners espanyols van establir una doctrina (una missió amb una o més missioners residents), San Francisco de Potano, a la ciutat recol·locada de Potano. Aquesta va ser la primera doctrina a l'oest del riu St Johns. Una altra doctrina, San Miquel de Potano, i una visita, Santa Ana de Potano, es van establir aviat a pocs quilòmetres de San Francisco de Potano. Una altra visita, San Buenaventura de Potano, es va establir a l'antic lloc de la ciutat de Potano en 1607 o 1608 per fra Francisco Pareja. Els missioners van informar que havien batejat a més de 1.000 adults potanos el 1607. Les missions de San Miguel i San Buenaventura desaparegueren dels registres espanyols al cap d'uns anys.
En 1656 els potano va participar en la revolta timucua contra les autoritats espanyoles. Els espanyols es va imposar després de vuit mesos. Durant els combats s'havien cremat la major part dels pobles i missions timucua. Després de la rebel·lió, els espanyols va tornar a establir les missions Potano (San Francisco i Santa Ana). En 1672 els potano patir moltes morts per una malaltia no identificada. Una estimació colonial va suposar la població potano de 3.000 el 1650, però en 1675 només 160 persones sobreviven en les dues missions Potano.
Després de la rebel·lió timucua els espanyols va fer moltes concessions de terres als seus colons en zones que ja no feia servir la població potano reduïda. Hi ha evidència de vint ranxos de ramat de propietat espanyola en territori timucua, incloent diversos en territori potano. Gran part de l'evidència per a aquests ranxos es va registrar com a queixes potano als funcionaris espanyols que el bestiar corria solt i es menjava les collites del llogaret.
Per 1685, les tribus del nord de Florida, subministrades amb armes i, sovint acompanyats per colons anglesos de la província de Carolina, van assaltar territori potano, cremant llogarets, matant a alguns potano i enduent-se altres per tal de ser venuts com a esclaus a Charles Towne. Aquestes batudes van continuar al segle xviii. El sistema de missions espanyola a tot el nord de la Florida es va ensorrar després de 1704. Alguns potano van sobreviure arribant a la missió de San Agustín en qualitat de refugiats, però els potano cs van extingir efectivament com una tribu en aquest moment.

## Obres citades
- Hann, John H. A History of the Timucua Indians and Missions.  Gainesville, Florida: University Press of Florida, 1996. ISBN 0-8130-1424-7.
- Milanich, Jerald T. Florida Indians and the Invasion from Europe.  Gainesville, Florida: The University Press of Florida, 1995. ISBN 0-8130-1360-7.
- Milanich, Jerald T. The Timucua.  Wiley-Blackwell, 1999. ISBN 0-631-21864-5.
- Access Genealogy Indian Tribal Records. "Potano." Florida Indian Tribes. At  - retrieved March 31, 2006